# Fagaropsis
Fagaropsis é um género botânico pertencente à família Rutaceae.